# Corno di Faller
Il Corno di Faller (3.128 m s.l.m.; Fallerhoure in walser) è una montagna che fa parte delle Alpi del Monte Rosa nelle Alpi Pennine. Si trova in Piemonte tra la Valsesia e la Valle Anzasca.

## Informazioni

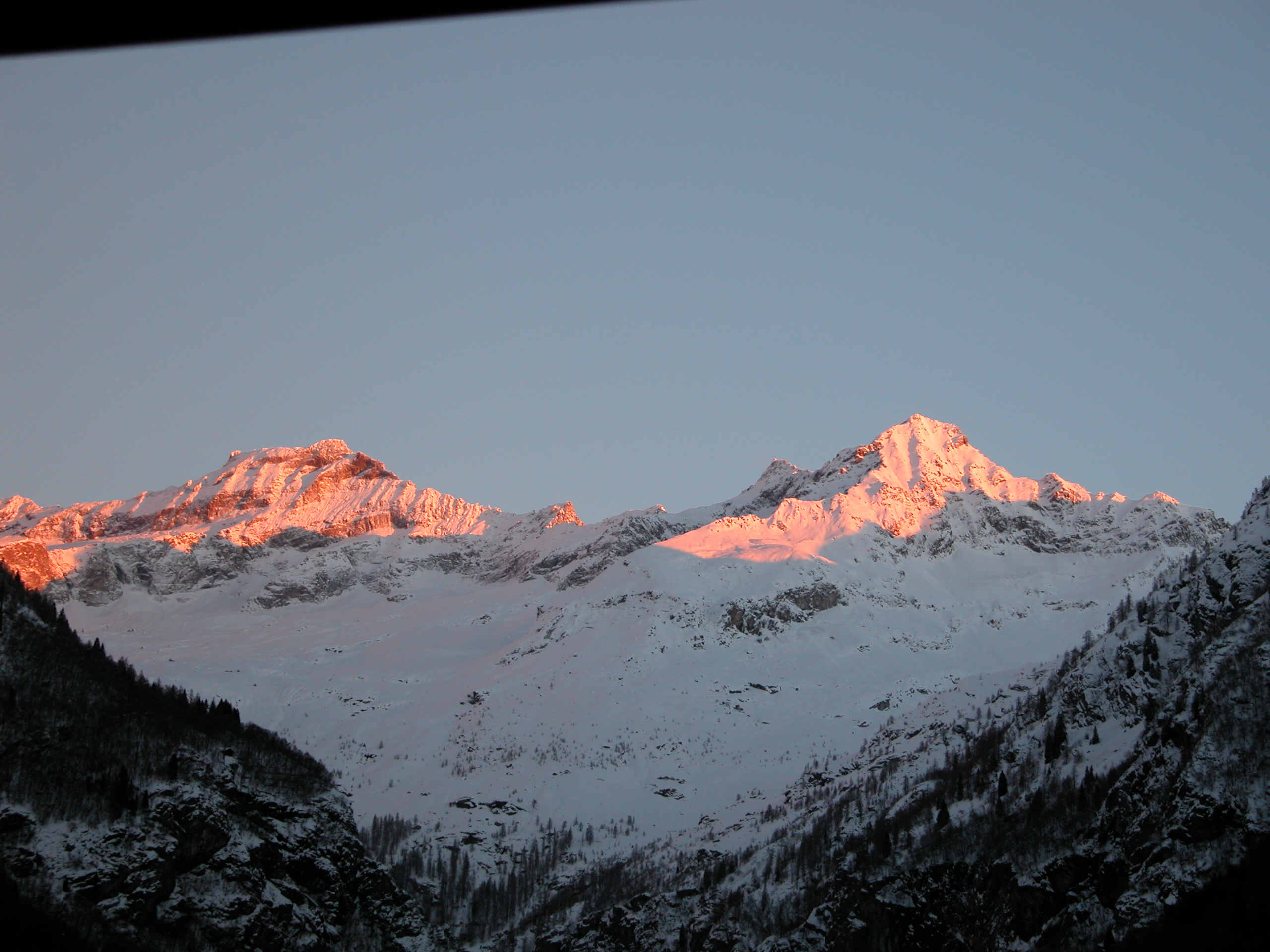
Il Corno di Faller visto da Alagna Valsesia (sulla destra).

Ubicata sulla cresta spartiacque con la Val Quarazza è l'ultima propaggine del lungo crinale che partendo dalla Punta Gnifetti, prende il nome di Cresta Signal fino alla Punta Tre Amici, si avalla fino al colle delle Locce, da qui risale fino alla Punta Grober. Insieme a Punta Rizzetti (3.152 m s.l.m.) e Punta Calederini (2.196 m s.l.m.) fa parte dei Corni di Faller, montagne al confine tra la Valsesia e la Val Quarazza.
Il Corno di Faller domina il panorama dell'alta Valsesia ed in particolare l'abitato di Alagna Valsesia con la sua forma netta. È delimitato ad est dal Colle del Turlo, antico vallo Walser, e a Nord dalla Bocchetta di Faller, mentre la cresta ovest dirada verso i pascoli dell'alpe Testanera.

## Itinerari
La salita presenta itinerari alpinistici su tutti i versanti.
Da Macugnaga è raggiungibile:
- Dalla cresta est che si sviluppa dal Colle del Turlo

Da Alagna è raggiungibile:
- Dal Versante Ovest e la cresta Nord, che tocca la Bocchetta di Faller (ore 4.30 dalla fine della strada asfaltata all'Acqua Bianca)
- Dalla Cresta Ovest ed il Versante Sud (ore 4.30)

### Versante ovest e cresta nord
Dall'alpe Testanera si guadagna per pietraia la vasta conca alla base dei tre corni. Da qui si risale il canale che si sviluppa ripido e stretto fino alla Bocchetta di Faller dalla quale, per roccette e sfasciumi, si raggiunge la cima.

### Cresta ovest e versante sud
Dall'alpe Testanera si risale il versante ovest tra pietraie moreniche e si punta verso l'avvallamento sulla cresta ovest (quota 2.700 circa). Giunti al colletto il panorama si apre verso la Valsesia ed i contrafforti valsesiani di sinistra. Si risale la cresta tenendosi verso destra del filo, sul versante sud. Gli ultimi 40 metri presentano passaggi di arrampicata facile ma esposta su sfasciumi e blocchi di pietre (fare attenzione).

## Galleria d'immagini

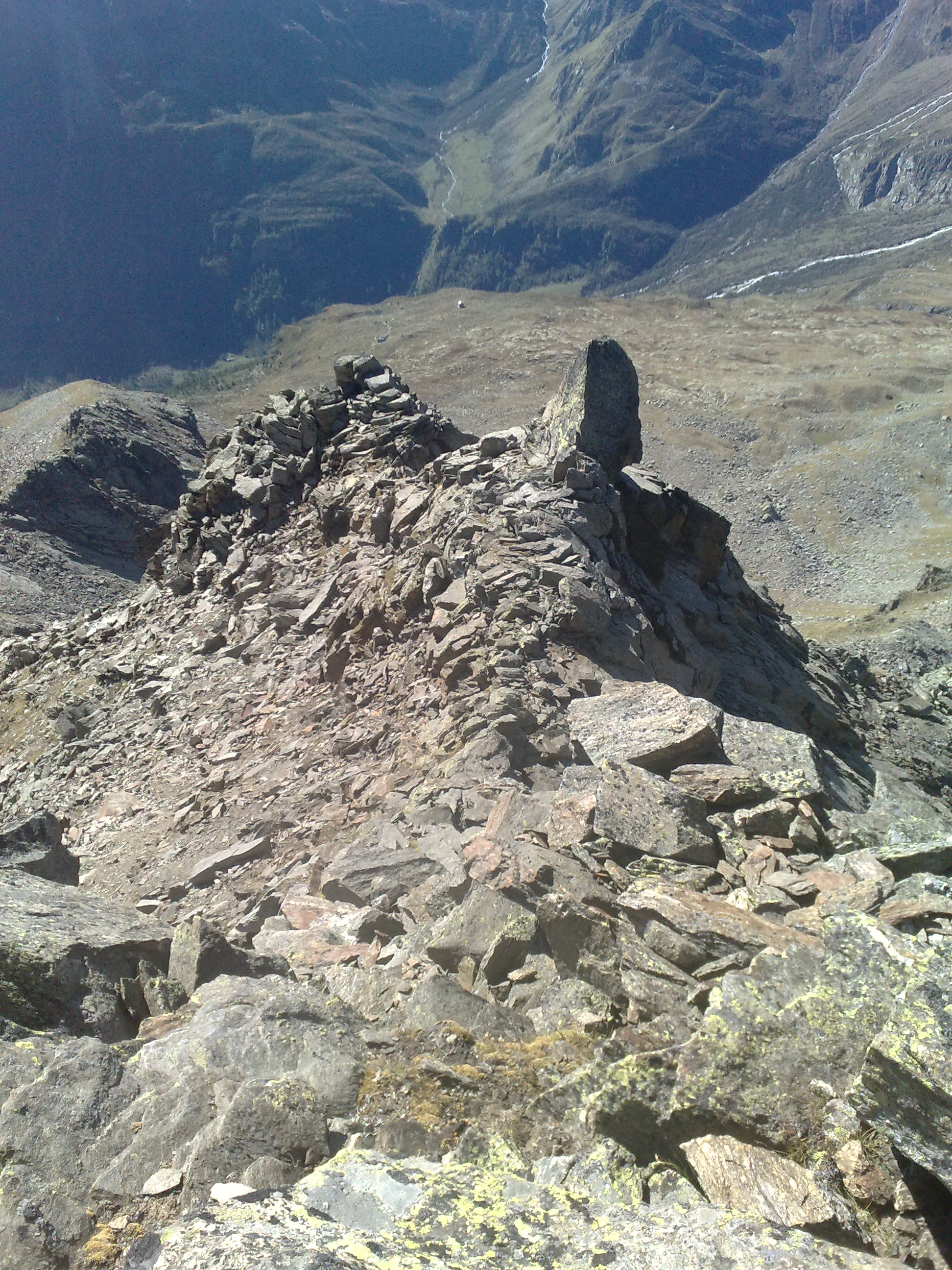
Cresta ovest dalla cima del Corno di Faller
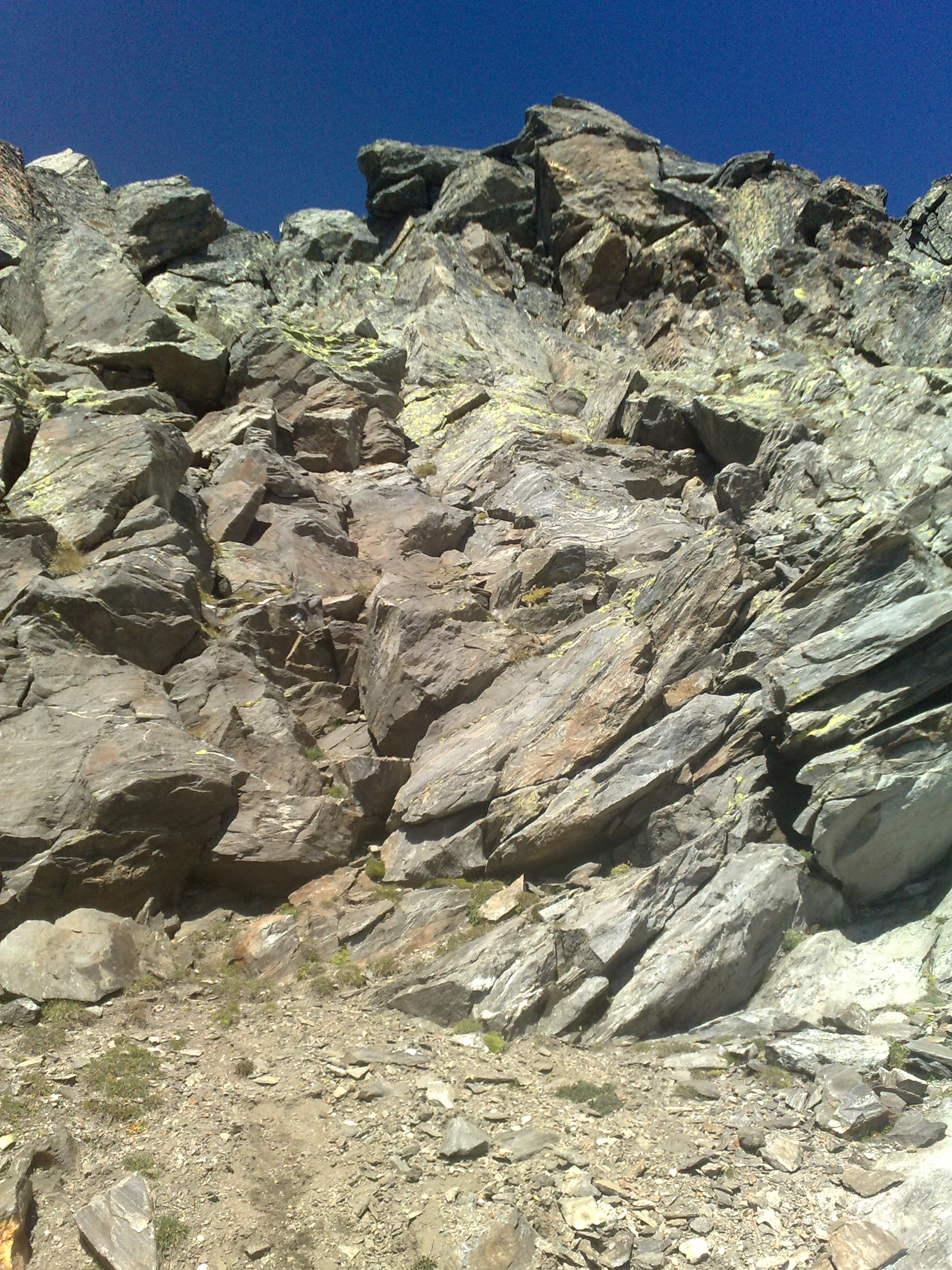
Paretina sommitale versante sud
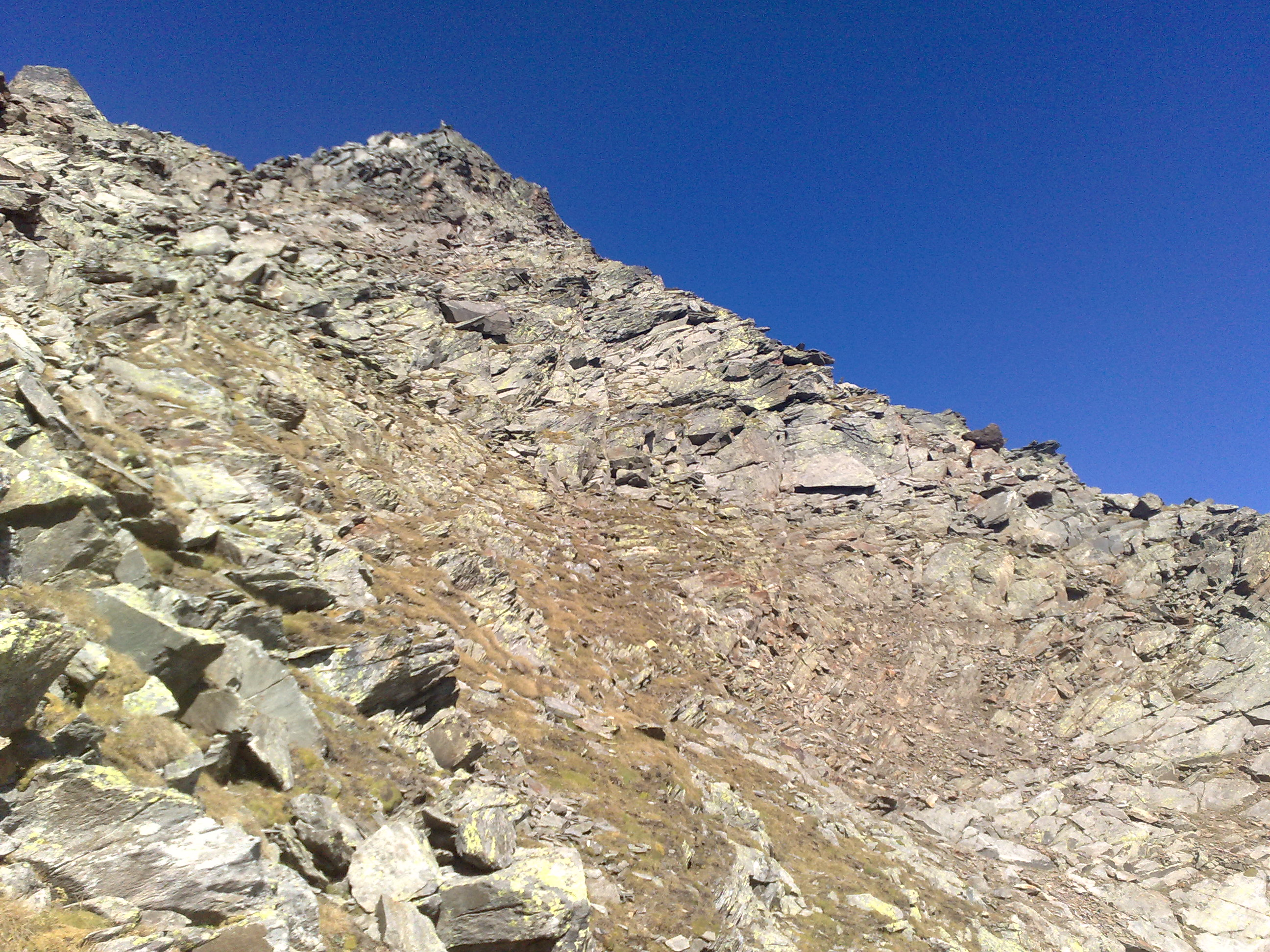
Versante sud a quota 2900 metri
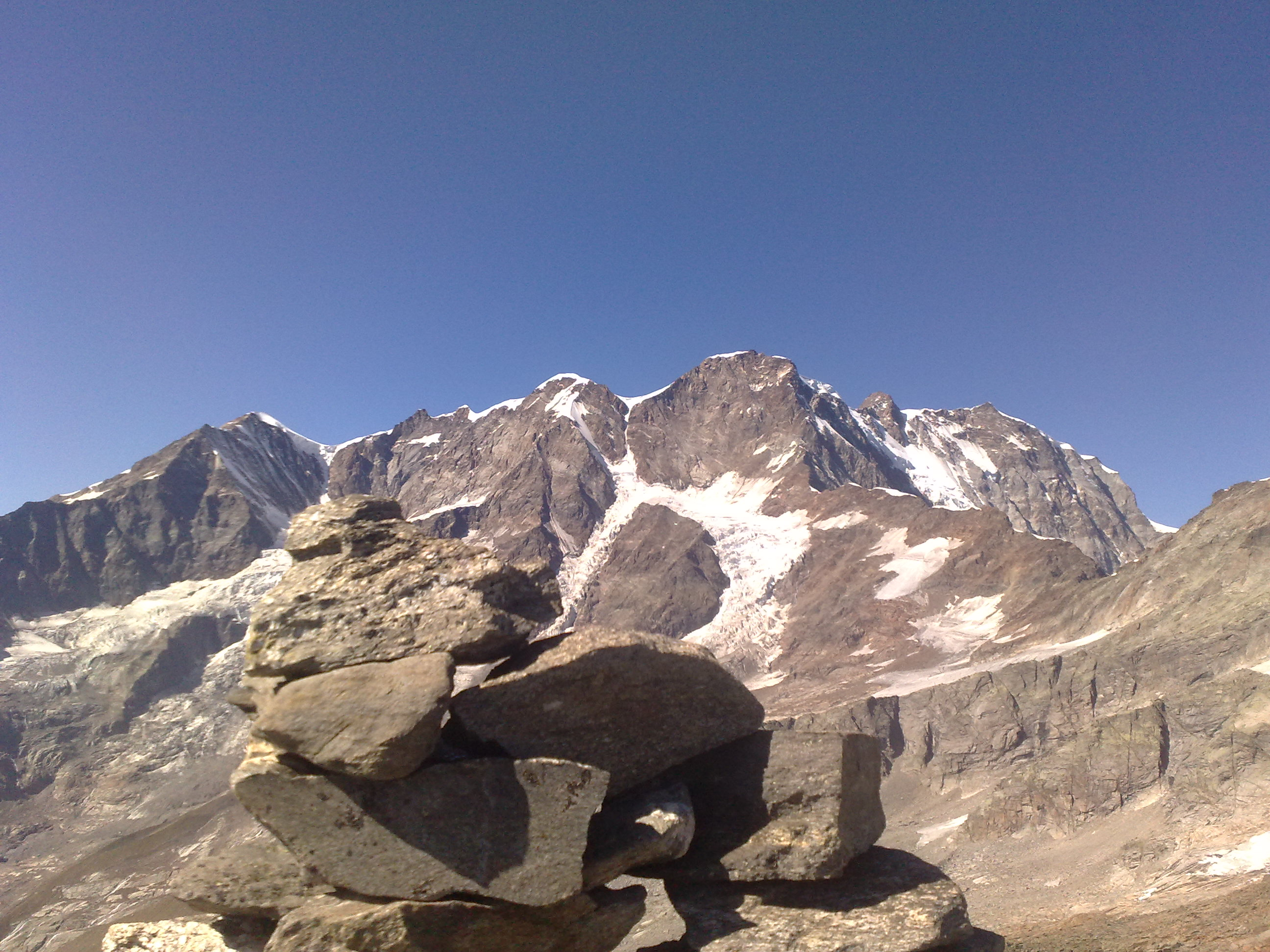
Ometto sommitale e vista magnifica sul Monte Rosa